# شهرستان ویباوکس (مونتانا)
شهرستان ویباوکس، مونتانا (به انگلیسی: Wibaux County, Montana) یک سکونتگاه مسکونی در ایالات متحده آمریکا است که در ایالت مونتانا واقع شده‌است.

## خصوصیات
شهرستان ویباوکس ۲٬۳۰۵٫۱ کیلومترمربع مساحت دارد.